# Escória (EP)
Escória é um EP musical de Zeca Baleiro, sendo o 13.º álbum de estúdio, e o segundo EP da carreira do músico. Lançado em 31 de janeiro de 2020, trata-se de um álbum com quatro marchinhas de carnaval que contém letras em tom político.

## Faixas
| Críticas profissionais        | Críticas profissionais |
| Avaliações da crítica         | Avaliações da crítica  |
| Fonte                         | Avaliação              |
| ----------------------------- | ---------------------- |
| Mauro Ferreira (G1.globo.com) | [ 1 ]                  |

1. "Escória"
2. "Bichos Escrotos II"
3. "Você Não Quer Dividir o Avião"
4. "Babaca Mané"